# Eching (Basse-Bavière)
Eching est une commune de Bavière (Allemagne), située dans l'arrondissement de Landshut, dans le district de Basse-Bavière.
Sur le ban de la commune se trouve le château de Kronwinkl.

## Personnalités liées à la ville
- Konrad von Preysing (1880-1950), cardinal né au château de Kronwinkl.